# 小体育宫
小体育宫（Palazzetto dello Sport）是意大利罗马的一个室内竞技场，位于Apollodoro广场。它可为篮球比赛提供3,500个座位，为拳击或摔跤则可容纳5,600名观众。
小体育宫建于1956-1957年，与拥有11500个座位的帕拉羅托馬提卡體育館同时建造。在1960年夏季奥林匹克运动会期间 ，用于举办篮球和其他比赛。
小体育宫由建筑师维泰洛齐（Annibale Vitellozzi）和工程师奈尔维（Pier Luigi Nervi）设计，其混凝土穹顶直径达61米，是在40天内完成的。
小体育宫是罗马维尔图斯篮球俱乐部的所在地。